# Campeonato de Primera División D 1986
El Torneo Apertura 1986 de la Primera D fue la trigésima sexta edición del certamen y la última como cuarta categoría del fútbol argentino. Se jugó entre el 8 de febrero y el 14 de junio de 1986, y fue implementado para establecer la clasificación de 6 equipos con vistas a la conformación del campeonato de la Primera C, corrida de la tercera a la cuarta categoría por la Asociación del Fútbol Argentino.
Esto ocurrió debido a la creación del Torneo Nacional B, segunda división que incorporó a los equipos indirectamente afiliados a los campeonatos oficiales de manera regular, por medio de un sistema de ascensos y descensos. De esta manera, la Primera D se convirtió en la quinta categoría del fútbol argentino.

## Ascensos y descensos
| Pos.    | Ascendidos a la Primera C 1986 |
| ------- | ------------------------------ |
| Campeón | Argentino (M)                  |
| Red.    | Leandro N. Alem                |

| Pos. | Descendidos de la Primera C 1985 |
| ---- | -------------------------------- |
| 19.° | San Martín                       |
| 20.° | Barracas Central                 |

## Sistema de disputa
Constó de dos etapas diferenciadas. En la primera, los equipos fueron divididos en cuatro grupos de siete integrantes cada uno, que jugaron entre sí a dos ruedas por el sistema de todos contra todos. Clasificaron los ubicados en los tres primeros puestos de la tabla final de cada grupo, con un total de doce equipos.
Esos doce clasificados formaron dos grupos de seis integrantes cada uno, en los cuales disputaron una rueda de partidos, en estadios neutrales. Los tres mejores de cada grupo fueron promovidos a la Primera C. El resto conformó el siguiente torneo de la Primera D.

## Equipos participantes
| Equipo                | Ciudad            | Estadio                               | Capacidad |
| --------------------- | ----------------- | ------------------------------------- | --------- |
| Acassuso              | Boulogne          | La Quema                              | 800       |
| Atlas                 | General Rodríguez | Ricardo Puga                          | 2500      |
| Barracas Central      | Buenos Aires      | Claudio Chiqui Tapia                  | 4400      |
| Brown                 | Adrogué           | Lorenzo Arandilla                     | 4500      |
| Cañuelas              | Cañuelas          |                                       |           |
| Central Ballester     | José León Suárez  | La Quema                              | 800       |
| Centro Español        | Haedo             | Ricardo Puga                          | 2500      |
| Claypole              | Claypole          | Rodolfo Vicente Capocasa              | 1000      |
| Deportivo Laferrere   | Laferrere         | Ciudad de Laferrere                   | 10 000    |
| Deportivo Paraguayo   | Buenos Aires      | José María Moraños                    | 1500      |
| Deportivo Riestra     | Buenos Aires      | Barracas Central                      | 4400      |
| Fénix                 | Buenos Aires      | Monumental de Villa Lynch             | 1000      |
| Ferrocarril Urquiza   | Villa Lynch       | Monumental de Villa Lynch             | 1000      |
| General Belgrano      | Tapiales          | José María Moraños                    | 1500      |
| General Lamadrid      | Buenos Aires      | Enrique Sexto                         | 3500      |
| Justo José de Urquiza | Caseros           | Franco Muggeri                        | 3200      |
| Juventud Unida        | San Miguel        | Franco Muggeri                        | 3200      |
| Liniers               | San Justo         | Enrique Sexto                         | 3000      |
| Luján                 | Luján             | Municipal de Luján                    | 2000      |
| Midland               | Libertad          | Ciudad de Libertad                    | 4000      |
| Muñiz                 | Muñiz             | Antiguo estadio en el Barrio Vucetich | 500       |
| Puerto Italiano       | Campana           | Municipal de Campana                  | 500       |
| Sacachispas           | Buenos Aires      | Roberto Larrosa                       | 4000      |
| San Martín            | Burzaco           | Francisco Boga                        | 5000      |
| Sportivo Barracas     | Buenos Aires      | Lorenzo Arandilla                     | 4500      |
| Victoriano Arenas     | Valentín Alsina   | Saturnino Moure                       | 1500      |
| Villa San Carlos      | Berisso           | Genacio Sálice                        | 4000      |
| Yupanqui              | Buenos Aires      | Roberto Larrosa                       | 4000      |

| 1. 2. 3. 4. 5. 6. 7. 8. |

### Distribución geográfica de los equipos
| Región                                   | Cant. | Equipos |
| ---------------------------------------- | ----- | --- |
| Conurbano bonaerense                     | 15    | Acassuso, Brown (A), Central Ballester, Centro Español, Claypole, Deportivo Laferrere, Ferrocarril Urquiza, General Belgrano, Justo José de Urquiza, Juventud Unida, Liniers, Midland, Muñiz, San Martín (B) y Victoriano Arenas |
| Ciudad de Buenos Aires                   | 8     | Barracas Central, Deportivo Paraguayo, Deportivo Riestra, Fénix, General Lamadrid, Sacachispas, Sportivo Barracas y Yupanqui |
| Interior de la provincia de Buenos Aires | 4     | Atlas, Cañuelas, Luján y Puerto Italiano |
| Gran La Plata                            | 1     | Villa San Carlos |

## Ronda clasificatoria

### Zona A
| Pos | Equipo                | Pts | PJ | PG | PE | PP | GF | GC | Dif. |
| --- | --------------------- | --- | -- | -- | -- | -- | -- | -- | ---- |
| 1.º | Juventud Unida        | 19  | 12 | 8  | 3  | 1  | 27 | 11 | 16   |
| 2.º | Luján                 | 18  | 12 | 9  | 0  | 3  | 25 | 12 | 13   |
| 3.º | Centro Español        | 15  | 12 | 6  | 3  | 3  | 18 | 18 | 0    |
| 4.º | Midland               | 11  | 12 | 4  | 3  | 5  | 15 | 19 | -4   |
| 5.º | Justo José de Urquiza | 8   | 12 | 3  | 2  | 7  | 13 | 19 | -6   |
| 6.º | Puerto Italiano       | 7   | 12 | 3  | 1  | 8  | 12 | 25 | -13  |
| 7.º | Atlas                 | 6   | 12 | 1  | 4  | 7  | 18 | 24 | -6   |

|  |                               |
|  | Clasificado a la Ronda final. |

### Zona B
| Pos | Equipo              | Pts | PJ | PG | PE | PP | GF | GC | Dif. |
| --- | ------------------- | --- | -- | -- | -- | -- | -- | -- | ---- |
| 1.º | Muñiz               | 20  | 12 | 9  | 2  | 1  | 26 | 8  | 18   |
| 2.º | Liniers             | 15  | 12 | 6  | 3  | 3  | 30 | 21 | 9    |
| 3.º | Acassuso            | 14  | 12 | 5  | 4  | 3  | 15 | 8  | 7    |
| 4.º | Central Ballester   | 12  | 12 | 5  | 2  | 5  | 17 | 19 | -2   |
| 5.º | General Lamadrid    | 11  | 12 | 4  | 3  | 5  | 23 | 22 | 1    |
| 6.º | Fénix               | 8   | 12 | 2  | 4  | 6  | 14 | 23 | -9   |
| 7.º | Ferrocarril Urquiza | 4   | 12 | 1  | 2  | 9  | 14 | 38 | -24  |

|  |                               |
|  | Clasificado a la Ronda final. |

### Zona C
| Pos | Equipo              | Pts | PJ | PG | PE | PP | GF | GC | Dif. |
| --- | ------------------- | --- | -- | -- | -- | -- | -- | -- | ---- |
| 1.º | Villa San Carlos    | 19  | 12 | 8  | 3  | 1  | 22 | 7  | 15   |
| 2.º | Claypole            | 19  | 12 | 8  | 3  | 1  | 20 | 6  | 14   |
| 3.º | Brown de Adrogué    | 15  | 12 | 6  | 3  | 3  | 16 | 12 | 4    |
| 4.º | Deportivo Paraguayo | 12  | 12 | 4  | 4  | 4  | 15 | 20 | -5   |
| 5.º | San Martín (B)      | 11  | 12 | 3  | 5  | 4  | 18 | 16 | 2    |
| 6.º | Sportivo Barracas   | 4   | 12 | 1  | 2  | 9  | 14 | 26 | -12  |
| 7.º | Victoriano Arenas   | 4   | 12 | 1  | 2  | 9  | 18 | 36 | -18  |

|  |                               |
|  | Clasificado a la Ronda final. |

### Zona D
| Pos | Equipo              | Pts | PJ | PG | PE | PP | GF | GC | Dif. |
| --- | ------------------- | --- | -- | -- | -- | -- | -- | -- | ---- |
| 1.º | Deportivo Laferrere | 22  | 12 | 10 | 2  | 0  | 30 | 4  | 26   |
| 2.º | Barracas Central    | 17  | 12 | 7  | 3  | 2  | 24 | 7  | 17   |
| 3.º | Deportivo Riestra   | 13  | 12 | 5  | 3  | 4  | 24 | 17 | 7    |
| 4.º | Sacachispas         | 12  | 12 | 6  | 0  | 6  | 16 | 18 | -2   |
| 5.º | Cañuelas            | 11  | 12 | 4  | 3  | 5  | 17 | 15 | 2    |
| 6.º | Yupanqui            | 5   | 12 | 2  | 1  | 9  | 8  | 31 | -23  |
| 7.º | General Belgrano    | 4   | 12 | 2  | 0  | 10 | 7  | 34 | -27  |

|  |                               |
|  | Clasificado a la Ronda final. |

## Ronda final

### Zona A
| Pos | Equipo              | Pts | PJ | PG | PE | PP | GF | GC | Dif. |
| --- | ------------------- | --- | -- | -- | -- | -- | -- | -- | ---- |
| 1.º | Deportivo Laferrere | 9   | 5  | 4  | 1  | 0  | 12 | 4  | 8    |
| 2.º | Claypole            | 8   | 5  | 4  | 0  | 1  | 15 | 5  | 10   |
| 3.º | Luján               | 6   | 5  | 3  | 0  | 2  | 11 | 9  | 2    |
| 4.º | Acassuso            | 5   | 5  | 2  | 1  | 2  | 8  | 8  | 0    |
| 5.º | Centro Español      | 2   | 5  | 1  | 0  | 4  | 4  | 10 | -6   |
| 6.º | Muñiz               | 0   | 5  | 0  | 0  | 5  | 3  | 17 | -14  |

|  |                       |
|  | Ascendió a Primera C. |

### Zona B
| Pos | Equipo            | Pts | PJ | PG | PE | PP | GF | GC | Dif. |
| --- | ----------------- | --- | -- | -- | -- | -- | -- | -- | ---- |
| 1.º | Deportivo Riestra | 8   | 5  | 4  | 0  | 1  | 8  | 2  | 6    |
| 2.º | Villa San Carlos  | 7   | 5  | 3  | 1  | 1  | 11 | 6  | 5    |
| 3.º | Liniers           | 6   | 5  | 3  | 0  | 2  | 7  | 7  | 0    |
| 4.º | Juventud Unida    | 5   | 5  | 2  | 1  | 2  | 8  | 8  | 0    |
| 5.º | Barracas Central  | 4   | 5  | 2  | 0  | 3  | 5  | 7  | -2   |
| 6.º | Brown de Adrogué  | 0   | 5  | 0  | 0  | 5  | 6  | 15 | -9   |

|  |                       |
|  | Ascendió a Primera C. |